# Facing

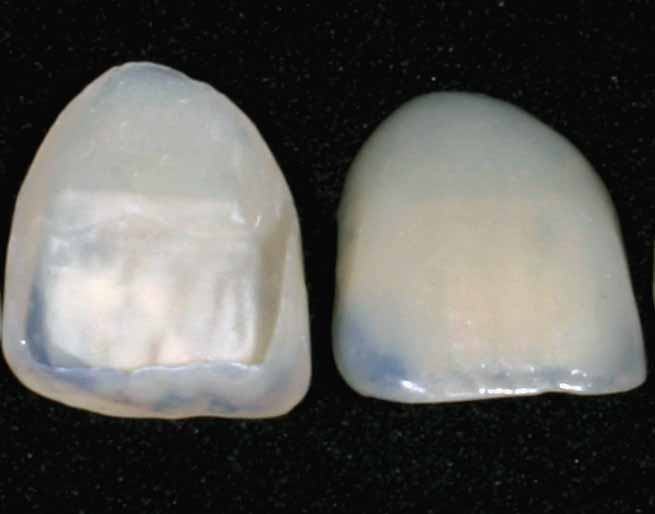
Een facing

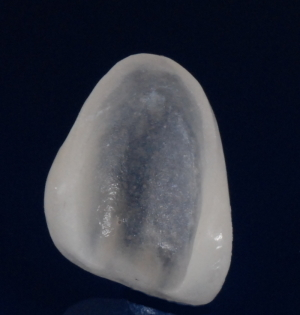
Een Non-Prep Veneer

Een facing of veneer (ook wel: schildje, facet, of schaaltje) is een tandheelkundige restauratie gemaakt van porselein of keramiek. Voor het zetten van een facing wordt de eigen tand geslepen tot een klein puntig tandje. Deze wordt niet glad gepolijst, want hoe ruwer het oppervlak, hoe beter de facing blijft zitten. De facings worden door een gespecialiseerd tandheelkundig technicus gemaakt met behulp van een afdruk die na het slijpen wordt gemaakt.
De behandeling vraagt doorgaans niet veel opoffering van de eigen tanden. 
In de tijd tussen het afslijpen van de tand en het daadwerkelijke plaatsen van de definitieve facing krijgen patiënten tijdelijke facings.